# 美容エステ探偵
『美容エステ探偵』（びようエステたんてい）は、2000年から2001年までフジテレビ系「金曜エンタテイメント」で放送されたテレビドラマシリーズ。全2回。主演は久本雅美。

## キャスト

### レギュラー
高野真由美
演 - 久本雅美
真剣な恋が生きがいの先輩エステシャン。
酒井有希
演 - さとう珠緒
真由美と男性を張り合う後輩エステシャン。
庄村那珂
演 - 五月みどり
美容サロンの社長。濃厚な魅力の持ち主。
大館優作
演 - 佐藤正宏
東品川警察署のベテラン刑事。
日比野
演 - 岩谷健司（第1作）、てるやひろし（第2作）
東品川警察署の刑事。

### ゲスト
第1作「悪魔のフィアンセ」（2000年）
- 木山晋平（会社員） - 東幹久
- 桶川澄夏（本名「木山洋子」） - 荻野目慶子
- 黒川栄二（保険調査員） - 宇梶剛士
- 矢島恭子（OL） - 森麻衣子
- 川北エミリ（ホステス） - 大野幹代
- 佐知子 - 伊藤美紀
- 若林三造（東邦興業企画営業部） - 出光元
- 若林よね子 - 今本洋子

第2作「白い肌が招く連続殺人」（2001年）
- 向井江梨子（宝石店社長・矢島の叔母） - 夏樹陽子
- 江川丈二（ホスト） - 大沢樹生
- 角替耀子（宝石店店員・矢島の元妻） - 星遥子
- 飯野茂男（早苗の夫） - 伊藤正之
- 飯野早苗（エステ店の客） - 安達香代子
- 向井瑛子（宝石店専務・江梨子の娘） - 青山加奈
- 矢島伸吾（美容サロン新任店長） - 渡辺裕之
- 斎藤吉也（ゴルフショップ） - 山田明郷
- ホスト - 萩野崇

## スタッフ
- 企画 - 清水賢治（フジテレビ）、金井卓也
- 脚本 - 橋本以蔵
- 演出 - 伊藤寿浩
- プロデューサー - 森川真行、石橋晋也（第1作）
- 制作 - フジテレビ、ファインエンターテイメント

## 放送日程
| 話数 | 放送日        | サブタイトル         | 脚本     | 監督     |
| ---- | ------------- | -------------------- | -------- | -------- |
| 1    | 2000年6月16日 | 悪魔のフィアンセ     | 橋本以蔵 | 伊藤寿浩 |
| 2    | 2001年8月24日 | 白い肌が招く連続殺人 | 橋本以蔵 | 伊藤寿浩 |

## エピソード
- 関東地区では、第1作を2001年10月6日に『土曜ワイド』枠（当時は15:30 - 17:30）で再放送したが、途中でヤクルトスワローズ（フジテレビが球団株を所有）のセ・リーグ優勝がかかった「横浜×ヤクルト」戦（横浜スタジアム）の中継が飛び込み、ドラマは中断、試合はヤクルトが勝ち、2日前の『世にも奇妙な物語 秋の特別編』を中断しながら放送出来なかった（詳細）ヤクルトの優勝決定場面を放送したが、本作はそのまま終了、最後まで再放送出来ないまま終わった。